# Ole Jacob Sparre
Ole Jacob Louis Sparre (født 6. november 1831 i Kristiania, død 4. november 1889 sammesteds) var en norsk læge og politiker, far til Christian och Hans Jacob Sparre. 
Sparre blev distriktslæge i Rollag 1860, i Strandebarm 1863 og var fra 1875 stadsfysikus i Bergen. Han repræsenterede Søndre Bergenhus på stortinget 1874—76 og Bergens by 1883—89. Han var medlem af arbeiderkommissionen af 19 august 1885. Sparre hørte blandt venstres dygtigste og mest indflydelsesrige mænd på stortinget.